# 朱聰淑
怀仁温惠王朱聪淑（1485年—1517年），明朝怀仁恭和王朱成鈀嫡长子，母王妃范氏。

## 生平
弘治七年（1494年）十月，明孝宗御奉天殿，傳詔遣保定侯梁任、永康侯徐錡、懷寧侯孫泰、會昌侯孫銘、駙馬都尉楊偉、馬誠、崇信伯費淮、興安伯徐盛、成安伯郭寧、彭城伯張信、惠安伯張偉、清平伯吳琮、建平伯高霳、武進伯朱潔、南寧伯毛良、刑部右侍郎戴珊、都察院左僉都御史楊謐、通政使司左通政毛倫為正使，翰林院侍讀江瀾、尚寶司少卿楊泰、戶科給事中王璽、禮科右給事中孫孺、兵科給事中東思恭、中書舍人孫琰、戶部郎中李文安、員外郎胡倬、禮部員外郎尹萬化、兵部郎中費瑄、刑部員外郎尹嘉言、屈直、周東、商良輔、工部員外郎朱恩、周濬、鴻臚寺左少卿杜英、李鐩為副使，持節冊封朱聰淑為懷仁王。
先前，朱成钯还没有正式受册封，还来不及请求追封父亲镇国将军朱仕㙩为郡王，就去世了。朱聪淑请求追封祖父和祖母李氏。弘治八年（1495年）四月，追封朱仕㙩為懷仁安僖王，夫人李氏為懷仁王妃。
弘治十四年（1501年）闰七月，朱聪淑奏请加封庶叔父輔國將軍朱成鋉、朱成鏈为镇国将军。礼部查得潞城王朱成鑘襲封王爵后其子輔國將軍朱聰溒等、宜春王朱宸澮襲封王爵后其弟輔國將軍朱宸渶等都奏准加封鎮國將軍，同意朱成鋉、朱成鏈照例加封為鎮國將軍，只有冠服等件按例不該給，由吏部奉圣旨撰給誥命。
同年十二月，孝宗御奉天殿傳詔遣泰寧侯陳璇、駙馬都尉馬誠、黃鏞、朱潔、靖遠伯王憲、懷柔伯施瓚、彰武伯楊質、崇信伯費柱、徐盛、禮部左侍郎張昇、工部右侍郎張達、通政使司左參議李浩為正使，尚寶司司丞李㺹、大理寺右寺副劉韋、中書舍人張瓚、耿鋐、戶部員外郎陳玉、禮部員外郎沈翰、兵部員外郎董俊、刑部員外郎查煥、工部員外郎周南、鴻臚寺右侍丞張昱、高進、行人司左侍副唐仁為副使，持節冊封西城兵馬副指揮董達的次女為懷仁王妃。

### 奏请书籍
正德元年（1506年）十月，奏請書籍，詔賜《為善陰騭》《孝順事實》《洪武正韻》《四書集註》各一部。
正德二年（1507年）閏正月，賜朱聰淑書院名為遵道。

### 保卫城池
正德六年（1511年）七月，朱聰淑奏称农民变军攻其封地霍州，自己親督將軍朱成型、儀賓孔鳳等抵禦擊退之，請求如潞、蒲二州添設守禦官軍及修築城池，且作圖献上。明武宗下旨朱聰淑保衛城池其功可嘉，寫敕獎勵，添設守禦官軍，让鎮巡官听闻朱聰淑的建议。

### 去世
正德十二年（1517年），朱聰淑去世，无子。怀仁国除，其胞弟镇国将军朱聪洌管王府事。

## 身后
嘉靖二十年（1541年）五月，朱聪洌子管王府事辅国将军朱俊榭上奏称自己是恭和王嫡长孙，父亲与温惠王同胞，关系不比远支，引用寧津王朱聰泠、保安王朱誠渌为例请求袭封，礼部上奏，明世宗准奏。嘉靖二十二年（1543年）十二月，朱俊榭被封为怀仁王。隆庆五年（1571年）五月朱俊榭死后，因礼部指出朱俊榭以侄继伯是旁支袭爵的“冒封”，请求根据《宗藩条例》改正，十二月，改授朱俊榭子朱充𤉪為奉國將軍（即原本辅国将军之子的品级）管理府事。因冒封查实，万历元年（1573年）九月，朱俊榭子女的爵号也由郡王子女降级为辅国将军子女。

## 评价
- 《弇山堂别集》卷074：德性寬和，柔質慈民。